# Serik Akhmetov
Serik Nığmetulı Akhmetov (Termitau, 25 de junho de 1958) é um político e engenheiro cazaque, foi primeiro-ministro do Cazaquistão entre 24 de setembro de 2012 até 2 de abril de 2014.

## Vida
Nascido em 25 de junho de 1958) foi primeiro-ministro do Cazaquistão de 2012 a 2014. Ele serviu como Ministro da Defesa de abril a outubro de 2014.
Akhmetov serviu por um tempo como primeiro vice akim de Astana antes de ser nomeado para o governo como Ministro dos Transportes e Comunicações em 25 de setembro de 2006. Ele também serviu como Presidente do Conselho do Sindicato Nacional de Empresários e Empregadores de Atameken do Cazaquistão desde 2005. A partir de março de 2009, Akhmetov serviu como vice-primeiro-ministro antes de se tornar o akim da região de Karaganda em novembro de 2009. Em janeiro de 2012, foi nomeado primeiro vice-primeiro-ministro antes de se tornar PM após a renúncia de Karim Massimov em 24 de setembro de 2012.

Em novembro de 2014, Akhmetov foi preso após ser acusado de cometer um crime enquanto servia como äkim da região de Karaganda, onde foi condenado em dezembro de 2015. Ele acabou sendo libertado em setembro de 2017.